# Halometason
Halometason ist ein Arzneistoff aus der Gruppe der Glucocorticoide, der in der Behandlung von Entzündungen der Haut eingesetzt wird.

## Klinische Angaben

### Anwendungsgebiete
Halometason wird bei nicht infizierten akuten ekzematösen Dermatosen (Ekzem) eingesetzt.
In einer Studie zeigte sich, dass Halometason-Creme 0,05 % wirksamer war als Betamethason-Creme 0,05 % bei der Behandlung von Dermatitis. Beide Wirkstoffe wurden gut vertragen, systemische Nebenwirkungen wurden nicht beobachtet. Halometason wurde 1983 zur Behandlung chronischer Psoriasis vulgaris untersucht.

### Art und Dauer der Anwendung
Die Anwendung erfolgt ein bis zwei Mal täglich. Die Behandlung dauert meist eine Woche. Das Arzneimittel darf nicht mit Schleimhäuten oder der Augenbindehaut in Berührung kommen und sollte möglichst nicht im Gesicht und im Bereich von Hautfalten angewendet werden.

## Handelsnamen
Monopräparate: Sicorten (D, a. H.)
Kombinationspräparate:
- mit Triclosan: Infectocortisept (D, Hersteller Infectopharm)